# PAEEK Kyrenia
PAEEK Kyrenia, offiziell PAEEK FC (griechisch Ποδοσφαιρική Αθλητική Ένωση Επαρχίας Κερύνειας Podosfairiki Athlitiki Enosi Eparxeias Kerynias), ist ein zyprischer Sportverein aus Nikosia. Er ist vor allem für seine Basket- und Fußballmannschaften bekannt. Die Basketballer gewannen dreimal den nationalen Meistertitel.

## Geschichte
Der Klub wurde 1953 in der nordzyprischen Stadt Kyrenia gegründet. 1966 gehörte er zu den Gründungsmitgliedern der Cyprus Basketball Federation. Zwischen 1970 und 1972 gewann er dreimal in Folge den nationalen Meistertitel. Nach der Besetzung Kyrenias im Zuge der türkischen Invasion Zyperns im Juli 1974 durch türkische Truppen und der folgenden Teilung der Insel flüchtete der Verein ins Exil nach Nikosia. 
Nach über 40-jähriger Zugehörigkeit zur Second Division stiegen die Fußballer von PAEEK im Sommer 2021 erstmals in die First Division auf. Nach drei Siegen im regulären Verlauf der Spielzeit 2021/22 musste die Mannschaft in der Abstiegsrunde antreten, wo sie ohne weiteren Sieg blieb und als Tabellenletzte direkt wieder abstieg. 